# Галешняк
Галешняк (наричан още Островът на любовта) е остров, намиращ се в Пашманския канал, между остров Пашман и Туран – населено място в континентална Хърватия. Той е един от малкото естествено оформени във формата на сърце природни обекти.
Площта на острова се равнява на 0,132 km2, като дължината на крайбрежната ивица е 1,55 km. Теренът е скалист и трудно проходим, което го прави неподходящ за строителна дейност. Има два върха, по-високият от които достига 36 m над морското равнище.
Галешняк е частна собственост на хърватина Владо Юреско и на него се откриват единствено диви растения и дървесни видове. Тук са открити три илирийски надгробни могили и останки от основите на древна сграда.
Необичайната форма на острова е описана в началото на XIX век от Чарлз-Франсоа Бутом-Бюпре, картограф на Наполеон I, включил острова в своя атлас на Далматинското крайбрежие. Днес атласът се държи в Националната и университетска библиотека в хърватската столица.
Островът получава голямо внимание в световен мащаб, когато е провъзгласен от Гугъл Земя за един от няколкото природни феномена с такава форма.

## Любопитно
Съществува любопитна история, свързана с острова. На 13 март 1177 година римският папа Александър III, ескортиран от своите подчинени, отплава от южната част на Италия на север (към Венеция) и преминава откъм хърватския бряг. Пътуването включвало и преминаване през Пашманския канал.
Папските галери спират между островите Ричул и Галешняк. Тогава папата решава да изпрати пратеници в съседния Задар, за да уведомят задарския архиепископ и градския приор, че ще пристигне виден гост. И така, след известно време пазачите на островите Въргада, Пашман и Углян уведомили хората за пристигането на папата с помощта на огън и дим. Накрая папата, обяздил бял кон, бил посрещнат от ликуващите граждани и из целия град пеели песни на хърватски език.